# Reino de Cerdeña (1720-1861)
El Reino de Cerdeña fue el nombre de las posesiones de la Casa de Saboya en 1720, cuando la isla de Cerdeña le fue obsequiada al rey Víctor Amadeo II de Saboya para compensar la pérdida de Sicilia a manos del Imperio austríaco en virtud del tratado de La Haya. Aparte de Cerdeña, el reino incluía Saboya, Piamonte y Niza; tras el Congreso de Viena, en 1815, fue incluida Liguria, con su capital, la ciudad de Génova. Oficialmente su nombre completo era: Reino de Cerdeña, Chipre y Jerusalén, Ducado de Saboya y Monferrato, Principado del Piamonte.
En 1700, con el estallido de la guerra de sucesión española, el Reino de Cerdeña estuvo en disputa entre Habsburgo y Borbones hasta 1720, cuando tras el tratado de La Haya fue entregado a la Casa de Saboya. Con la adquisición del Reino de Cerdeña, la dinastía de Saboya formó una federación constituida por el principado de Piamonte, el Ducado de Saboya, el condado de Niza y el Reino de Cerdeña que, gracias a la importancia de su título, dio nombre a toda la federación.

## Historia

### Periodos temporales
Desde su fundación ha tenido varios periodos de dominación:
- 1297-1516: Corona de Aragón, bajo el dominio de la Casa de Aragón
- 1516-1708: Monarquía Hispánica, bajo la dinastía Habsburgo y la Casa de Borbón españolas.
- Conquista española de Cerdeña (1717-1720).[9]
- 1708-1717 : Imperio Austríaco, bajo la dinastía Habsburgo austríaca.
- 1720-1861: Casa de Saboya, bajo la dinastía Saboya.

### Origen
El Reino de Cerdeña fue creado en cumplimiento del Tratado de Anagni por el Papa Bonifacio VIII con el nombre de Regnum Sardiniae et Corsicae, convirtiéndose el 5 de abril de 1297 en nación constituyente de la Corona de Aragón. En su creación, Córcega se encontraba en una situación de anarquía sustancial, mientras que Cerdeña estaba dividida entre el Juzgado de Arborea, los territorios de ultramar de la República de Pisa, el municipio libre de Sassari y tres estados nobles pertenecientes a la della Gherardesca, a la Malaspina y los dorias. A partir de 1323 los aragoneses iniciaron la conquista de Cerdeña, incorporándola por completo al Reino de Cerdeña y Córcega recién en 1420 al final de la guerra sardo-catalana. Rebautizado simplemente como "Reino de Cerdeña" en 1479, el reino siguió siendo parte de la Corona de Aragón hasta 1516, cuando tras la unión dinástica con la Corona de Castilla pasó a la Corona de España.
En 1700, con el estallido de la Guerra de Sucesión Española, el Reino de Cerdeña estuvo en disputa entre Habsburgo y Borbones hasta 1720, cuando tras el tratado de La Haya fue entregado a la Casa de Saboya. Con la adquisición del Reino de Cerdeña, la familia Saboya formó una federación formada por el principado de Piamonte, el Ducado de Saboya, el condado de Niza y el Reino de Cerdeña que, gracias a la importancia de su título, dio nombre a toda la federación.

### El Reino de la dinastía Saboya

#### Primeros reyes

##### Víctor Amadeo II de Saboya

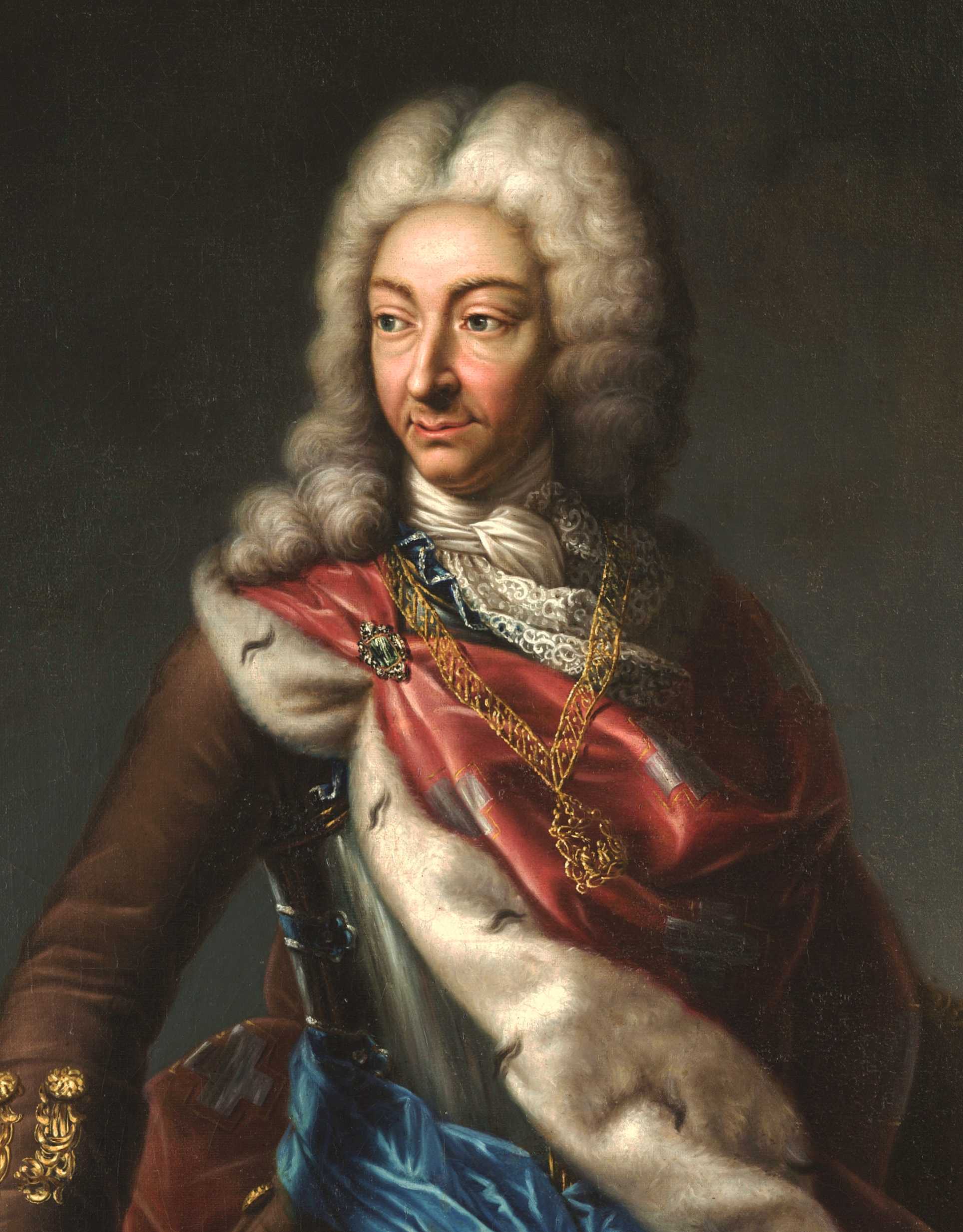
Víctor Amadeo II.

La participación de Víctor Amadeo II de Saboya al lado del emperador Carlos VI del Sacro Imperio Romano Germánico y de los Aliados durante la Guerra de Sucesión Española le supuso, al acabar ésta y después de la firma del Tratado de Utrecht, la conversión del Ducado de Saboya en reino gracias a la anexión del Reino de Cerdeña.
Es considerado un déspota ilustrado y administra sabiamente todos los territorios del reino, poniendo en marcha una serie de reformas algunas de las cuales estaban muy avanzadas para su época, como la creación del catastro, si bien su reino padeció graves crisis económicas y de seguridad.
Inició una lenta recuperación económica gracias al comercio de vino, pero a mediados del siglo XVIII, gracias al descubrimiento de los glaciares cerca de Chamonix por parte de los británicos William Windham y Richard Pecock, esta zona se convirtió en un destino preferente para la aristocracia británica. Esto provoca que el incipiente turismo alpino se consagrase en 1786 con el ascenso a la cima de Mont Blanc por parte de Jacques Balmat.

##### Carlos Manuel III de Cerdeña
El hijo del anterior, Carlos Manuel III de Cerdeña, participa activamente en dos guerras: la Guerra de Sucesión Polaca y la Guerra de Sucesión Austríaca. En esta última guerra no sale bien parado al sufrir la invasión de los franceses, en 1744 es derrotado en la batalla de Madonna dell'Olmo pero en 1747 consigue expulsar a los franceses con la victoria en la batalla dell'Assietta.
El 19 de septiembre de 1772 se establece el primer servicio postal del mundo y posteriormente moderniza los puertos de Niza y Villefranche-sur-Mer y lucha contra el bandolerismo.

#### La revolución Francesa

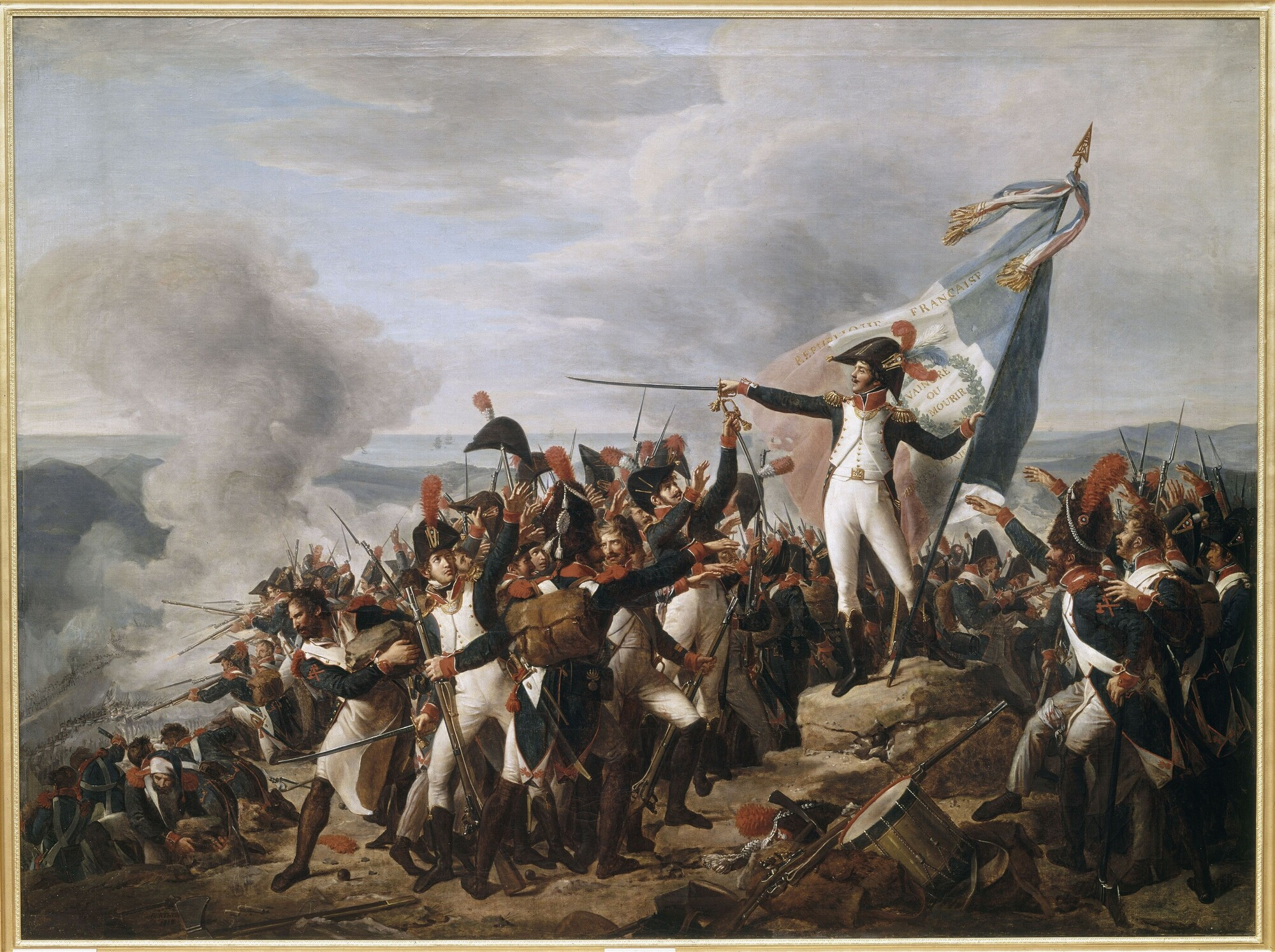
Tropas francesas en la batalla de Montenotte.

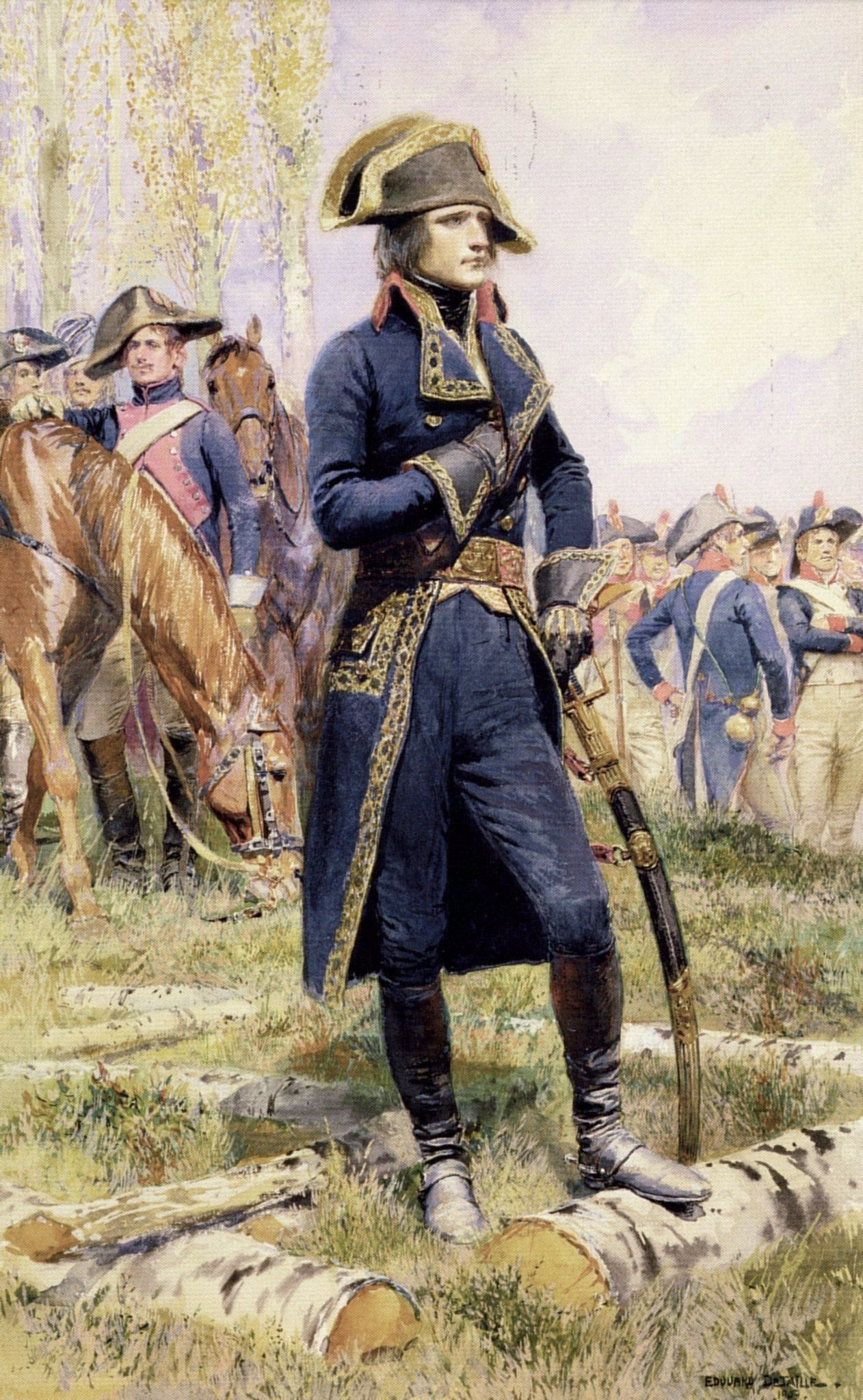
Napoleón durante la campaña de Italia (1796-1797).

El rey Víctor Amadeo III se alía con el Reino de España, el Sacro Imperio Romano Germánico y el Reino de Prusia para hacer frente a las embestidas de la Revolución Francesa, pero fue abatido por Napoleón Bonaparte en 1796 perdiendo sus posesiones en Piamonte: el Ducado de Saboya y el Condado de Niza.
En 1793 la Primera República Francesa organiza una tentativa de invasión de la parte insular del Reino gracias a que había mantenido en la zona consejeros y espías. La nobleza de la isla acepta la rebelión, siguiendo la denegación de Víctor Amadeo III de reconocer los estatutos sardos, los Estamentos (en italiano Stamenti). El 28 de abril de 1794 los reyes fueron expulsados, mediante un levantamiento republicano dirigido por el abogado Giovanni Maria Angioy. El rey Víctor Amadeo III murió en el exilio en 1796 pero consigue derrotar a los rebeldes cerca de Oristán. El abogado Angioy se refugia en Francia y la casa de Saboya consigue otra vez el control de la isla durante algunos meses, ejerciendo una represión muy dura.

##### El trono de Cagliari
La casa de Saboya, con toda su corte, se exilió en Cagliari que se convirtió en la nueva capital del reino hasta la restauración final de los estados de tierra firme (posesiones continentales del reino) en 1814.

##### El trono en Turín
El 10 de diciembre de 1798 se creó en Turín la República de Piamonte, siendo reconocida por los franceses que habían ocupado la ciudad. El 20 de junio de 1799, aprovechando la estancia de Napoleón en Egipto, las tropas austro-rusas conquistaron la ciudad de Turín y restauraron a Carlos Manuel IV de Cerdeña en su trono, pero un año después, Francia vuelve a ocupar la ciudad creando la República Subalpina. Esta república fue la primera en Italia en adoptar el sistema decimal del franco francés.
El 11 de septiembre de 1802 el Piamonte fue anexionado a Francia y se suprime la República Subalpina. Con la Restauración y con el Tratado de París del 30 de mayo de 1814, la Casa de Saboya fue restaurada en sus derechos y el 4 de enero de 1815, por el Congreso de Viena, la República Ligur fue anexionada al reino, para constituir un Estado más grande para hacer frente a Francia.

#### La restauración

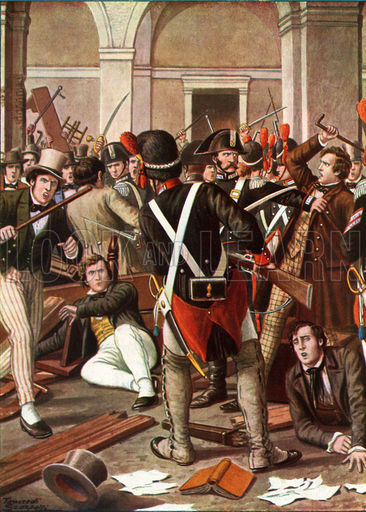
La revuelta de los estudiantes de la Universidad de Turín, 1821.

El 2 de mayo de 1814 Víctor Manuel I de Cerdeña parte de Cagliari en dirección a Turín, donde el 19 de mayo entra triunfante y, mediante el Tratado de París y el Congreso de Viena, el poder de la Dinastía Saboya aumenta, consiguiendo crear un reino poderoso para hacer frente a cualquier intervención por parte de Francia. A Víctor Manuel, le fue cedida la antigua República de Génova, la que sería la sede de la armada sarda. Abolió los códigos napoleónicos, restauró la Constitución real de Víctor Amadeo II y restableció el derecho consuetudinario, fortaleció barreras a la aduana, se negó a otorgar una constitución liberal, confió al clero la educación, restableció la discriminación laboral y judicial contra los judíos y Valdenses. Durante su estancia en Cagliari estableció el cuerpo de élite de los Carabineros y más tarde estableció el ministerio naval.
Tenía ambiciones expansivas hacia Lombardía, donde los sentimientos nacionalistas unionistas anti-austriacos se estaban desarrollando, promovidos en gran medida por la burguesía iluminista de los salones intelectuales de la ciudad, entró en conflicto con Austria. En marzo de 1821 estalló una Revolución Liberal, en gran parte obra de la carbonería, y los sentimientos anti austriacos de los conspiradores parecían coincidir con los del soberano. Pero Víctor Manuel no quiso otorgar la constitución liberal y en consecuencia el 13 de marzo de 1821 abdicó a favor de su hermano Carlos Félix.
Después de reprimir la revolución de 1821, Carlos favorece la industrialización del país y el liberalismo, en política exterior, a pesar de que tuvo en cuenta la posibilidad de expansión territorial, de hecho, no cultivó ningún objetivo expansionista y prefirió dedicarse a los intereses económicos y comerciales. Su matrimonio con la princesa María Cristina de Borbón-Dos Sicilias no tiene descendencia lo que trae un breve periodo de incertidumbre. Así en 1831 la sucesión recae en su primo Carlos Alberto I de Cerdeña, cabeza de la casa Saboya-Carignano. Este promulga el llamado Statuto Albertino, por el cual se concedía una constitución liberal al Reino siguiendo las líneas generales de las libertades francesas de la Revolución.

#### Revoluciones de 1848 y primera guerra de independencia italiana

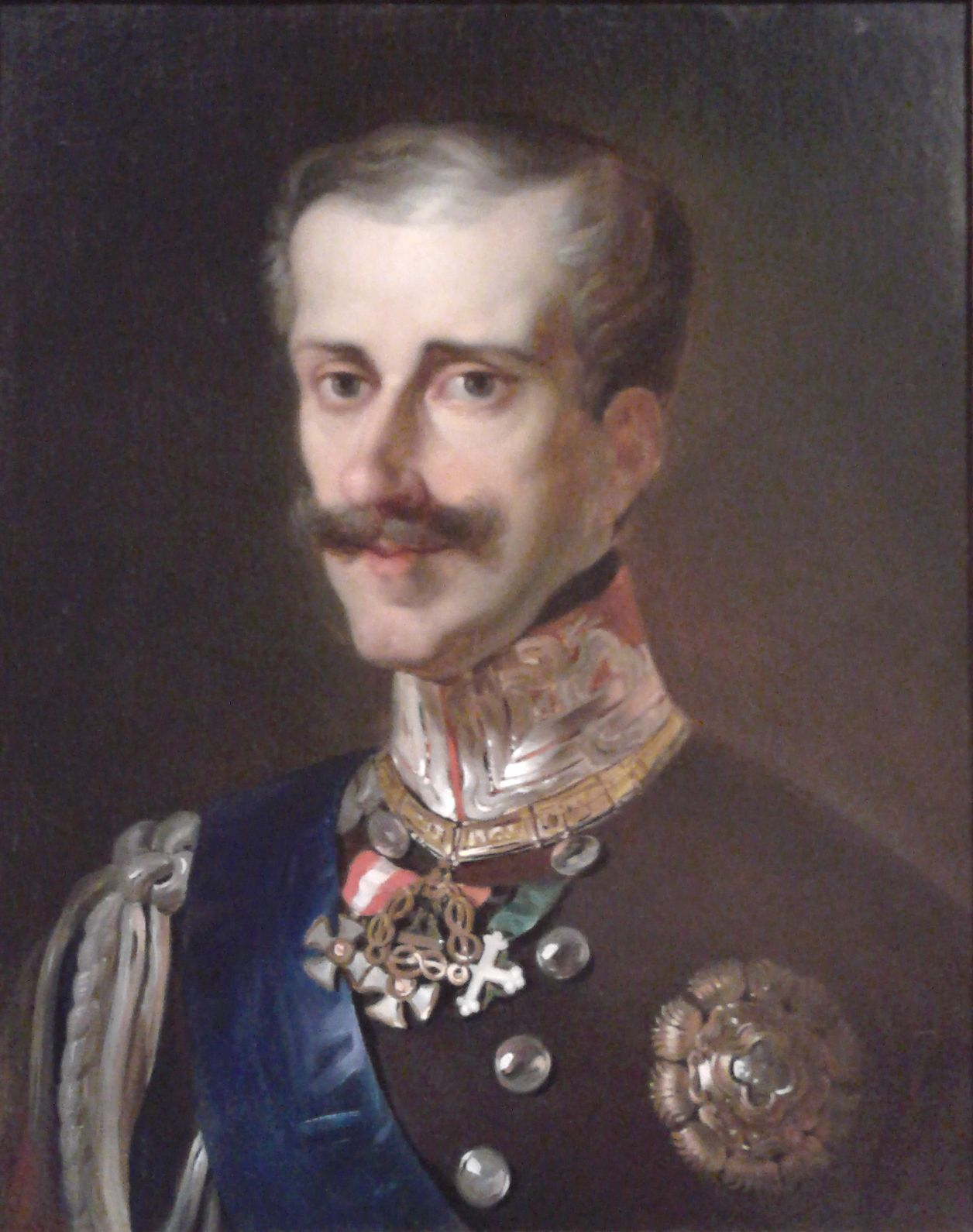
Rey Carlos Alberto reformador del reino.

La Bandera del Reino de Cerdeña de 1848. Ya se puede ver la futura bandera tricolor italiana con el escudo de armas de la Casa de Saboya. Bandera final usada por el reino bajo la Fusione perfetta (1848-1861)

En 1848, después de los movimientos revolucionarios en Palermo, Mesina, Milán y en otras muchas partes de Europa, se inició la Primera Guerra de la Independencia declarada a Austria el 23 de marzo de 1848 por Carlos Alberto de Saboya, el jefe de la alianza del Reino de Cerdeña con los Estados Pontificios y el Reino de las Dos Sicilias.
Giuseppe Garibaldi, Giuseppe Mazzini y Giuseppe Elia Benza regresaron a Italia para participar de la revuelta, pero la Casa de Saboya no aceptó completamente que participaran en ella y la rebelión fue generalmente dirigida por los gobiernos.
Después de las victorias iniciales en Goito y en Peschiera del Garda, el Papa, preocupado por la expansión del Reino de Cerdeña en caso de victoria retiró sus tropas. También el Reino de las Dos Sicilias decidió retirarse, pero el general Guglielmo Pepe se negó a regresar a Nápoles y marchó a Venecia para participar en la defensa de la contraofensiva austríaca.
En efecto, Fernando II cambió la actitud preocupado por los acontecimientos revolucionarios que estaban desarrollándose en Sicilia y envió una delegación a Turín para alinearse con la Casa de Saboya y pedir ayuda para sofocar la revolución. Carlos Alberto, aunque era aliado de los napolitanos, mantuvo una posición cautelosa, lo que disgustó profundamente al Borbón.
Los Sardos fueron derrotados en la batalla de Custoza de 1848 y en la batalla de Novara 1849.

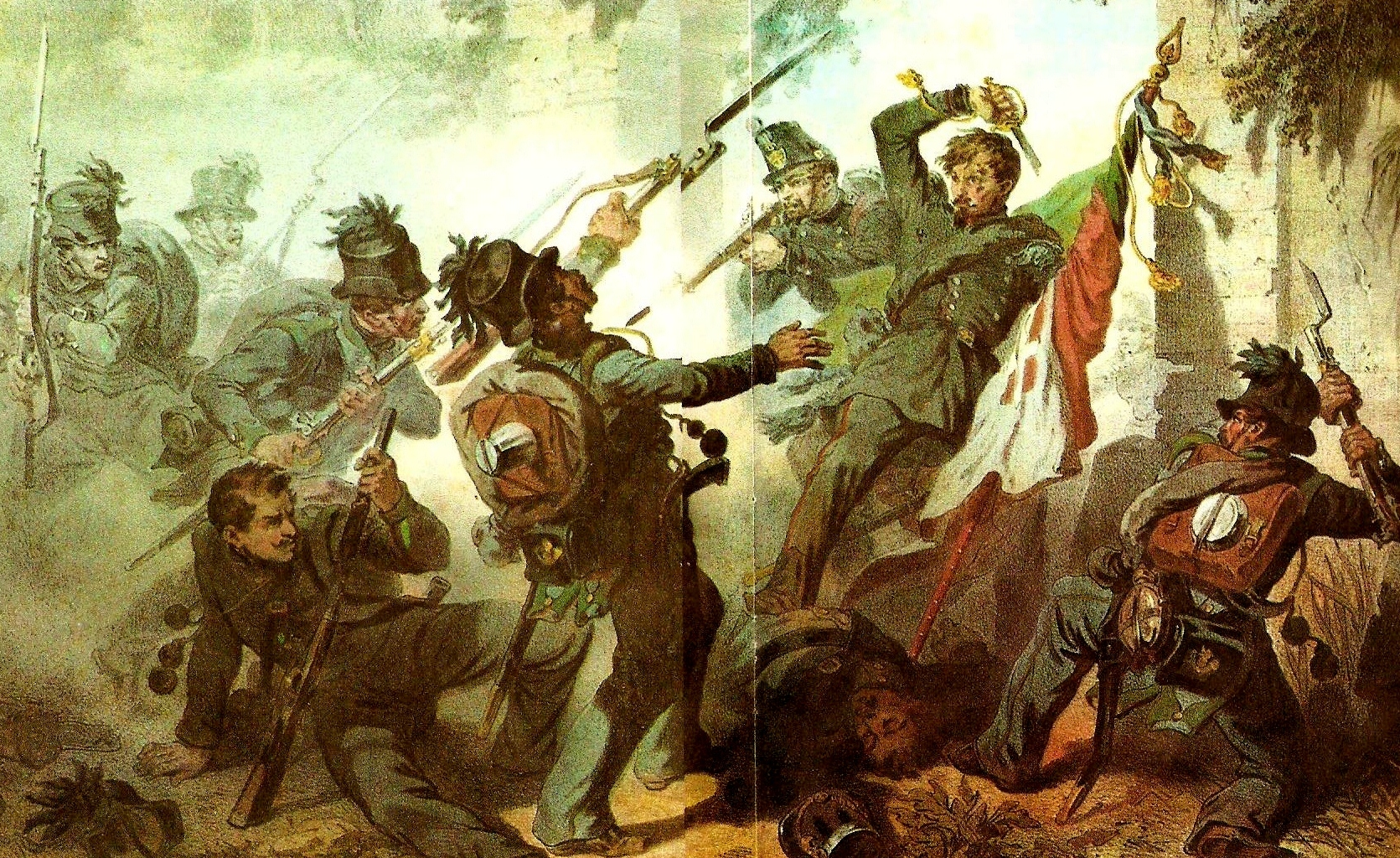
Batalla de Novara

Estas derrotas provocaron la abdicación de Carlos Alberto I en favor de su hijo Víctor Manuel II de Cerdeña, el 23 de marzo de 1849.

#### Hacia el Reino de Italia

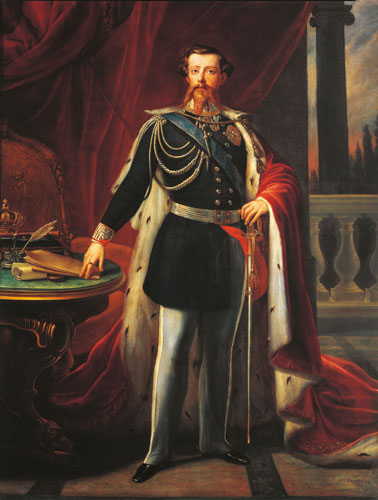
Imagen de Víctor Manuel II de Cerdeña.

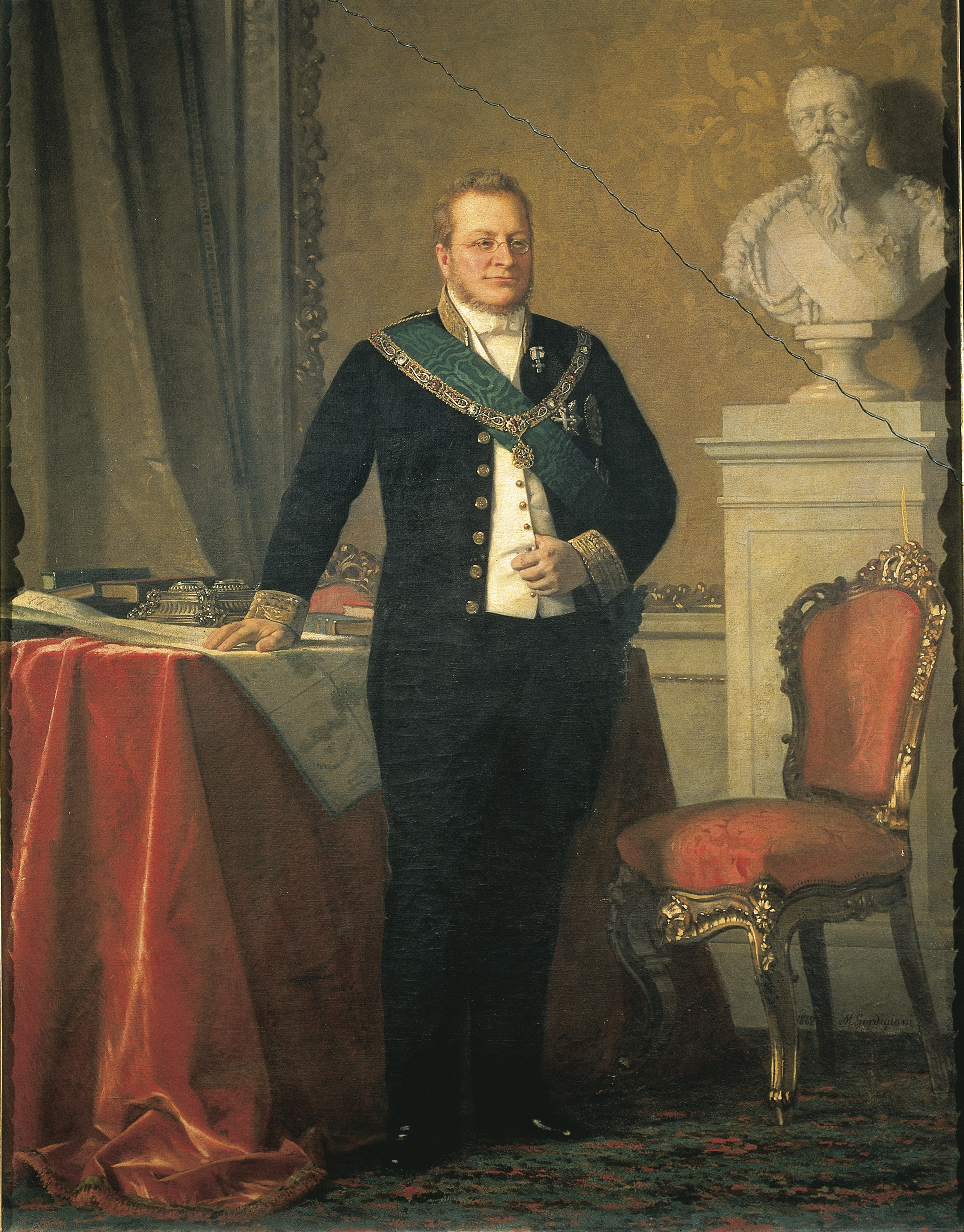
Camillo Benso, conde de Cavour.

En 1850 el Reino de Cerdeña se convirtió en el motor de la Unificación italiana, gracias al ministro liberal Camillo Benso di Cavour y a la decisión de Víctor Manuel II.
Piamonte-Cerdeña participó en la Guerra de Crimea, aliada con el Imperio otomano, Reino Unido y la Segunda República Francesa contra el Imperio ruso. No resultó sencillo para Cavour obtener la autorización para tal expedición por parte del Parlamento de Turín: no se entendía la razón por la que soldados piamonteses debían combatir en una región remota donde Piamonte-Cerdeña no tenía intereses que defender. Pero Cavour logró su objetivo y las tropas piamontesas participaron activamente en la lucha en el lado de los vencedores, gracias a ello el Piamonte fue admitido a la mesa de negociaciones de paz como aliado de dos grandes potencias: Francia y Gran Bretaña. Así, Cavour logró su primera meta: llamó la atención de todas las potencias europeas sobre la «cuestión italiana»; después de ello para tener éxito tendría que haber conseguido interesar de modo especial a alguna de ellas. 
En 1859, Francia ayudó a Cerdeña en su guerra contra el Imperio austríaco, desatando así la segunda guerra de independencia italiana, Napoleón III no respeta las promesas hechas a Cavour y anexiona a Francia la región de Lombardía. En 1860, sin embargo, Cerdeña consigue recuperar Lombardía de Francia pero pierde las regiones de Saboya y Niza. Además, durante la guerra estallaron insurrecciones en los ducados del norte, que pidieron y obtuvieron la anexión a Piamonte-Cerdeña, con lo cual se cumplió la primera fase de la unificación.
En la segunda fase se logró la unión del sur cuando Garibaldi, inconforme con el tratado entre Cavour y Napoleón, se dirigió a Sicilia con los Camisas rojas, conquistándola y negándose a entregarla a los piamonteses; desde allí ocupó Calabria y conquistó Nápoles. En 1860 las tropas piamontesas llegaron a la frontera napolitana. Garibaldi, que buscaba la unidad italiana, entregó los territorios conquistados a Víctor Manuel II. Ya con la capital meridional tomada, el 8 de octubre, el gobierno piamontés emitió un decreto que indicaba un plebiscito a sufragio universal masculino en toda Italia para ratificar la unión al Piamonte. Los resultados dieron una contundente victoria a favor del Si a la unión y demostraron que el pueblo quería unirse al Piamonte, ser gobernados por el rey de la Casa de Saboya e iniciar un nuevo periodo en una nación unida.

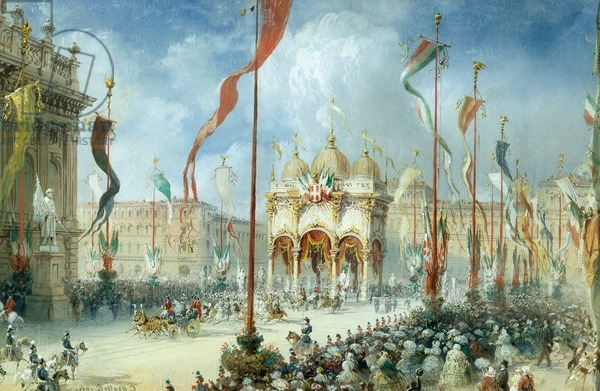
El cortejo real se dirige a la apertura del parlamento del Reino de Italia

Con tales operaciones, termina la segunda fase de la unificación de Italia; pero quedaban separados del Reino de Cerdeña, Roma, gobernada por el papa, y el Véneto, en mano de los austríacos.
El 18 de febrero de 1861, Víctor Manuel II de Saboya se reunió en Turín con los diputados de todos los Estados que reconocían su autoridad, asumiendo el 17 de marzo el título de rey de Italia por la gracia de Dios y la voluntad de la nación. Fue reconocido por las potencias europeas a pesar de que violaba el Tratado de Zúrich y el de Villafranca que le prohibían ser rey de toda Italia.
El 17 de marzo de 1861 el Reino de Cerdeña pierde su carácter diferencial, integrándose dentro del Reino de Italia.
El nuevo reino de Italia se embarca en la tercera guerra de independencia contra Austria, en alianza junto con el Reino de Prusia, con el objetivo de incorporar a Italia las regiones del Véneto y el Trentino, aún bajo control austriaco. El cese de las hostilidades se produjo después del Armisticio de Cormons, el 12 de agosto de 1866, seguido el 3 de octubre de 1866 en el Tratado de Viena. Así Italia consiguió anexionarse el Véneto, Víctor Manuel entró triunfal en Venecia, y realizó un acto de homenaje en la plaza de San Marcos. 

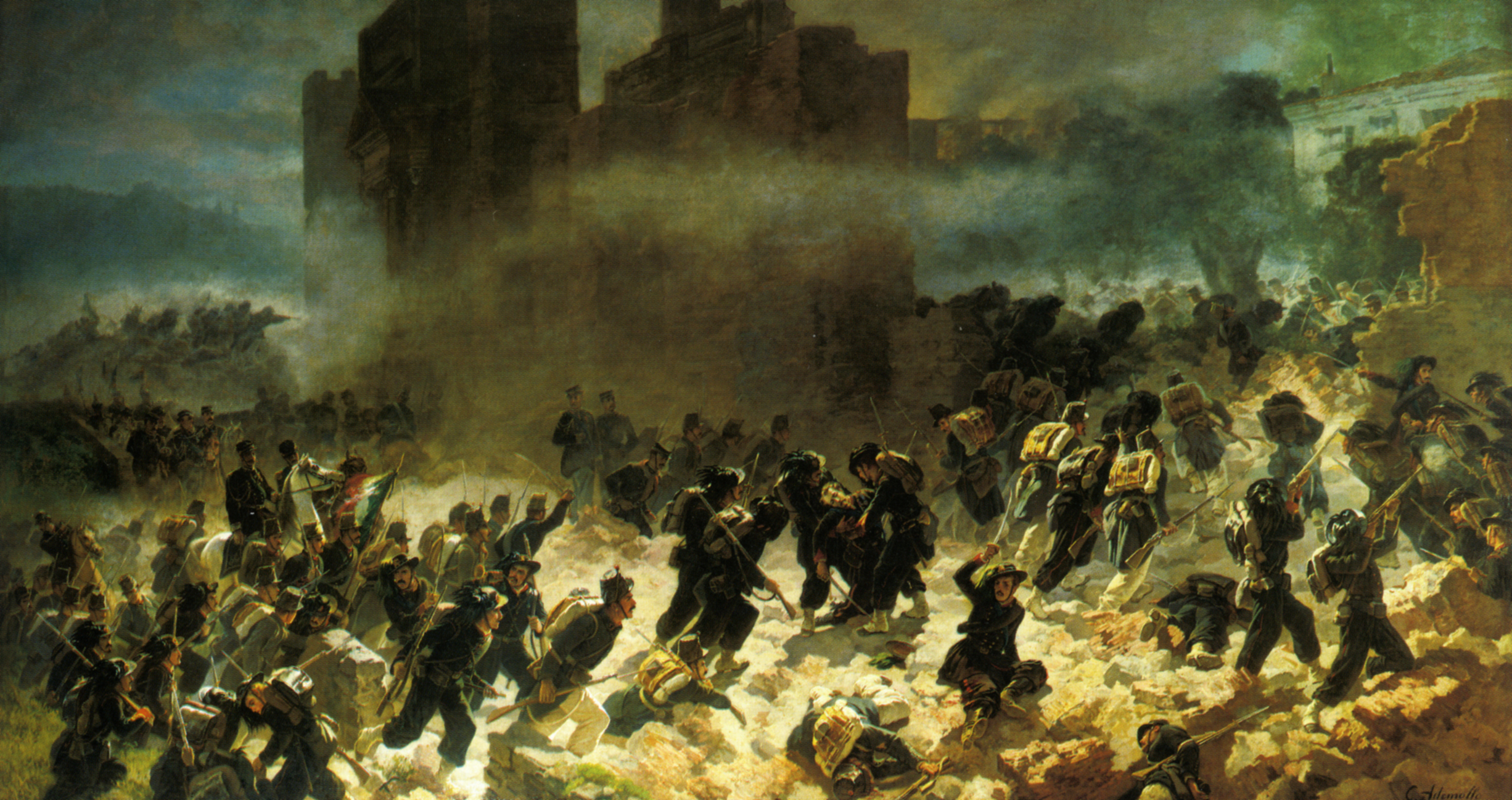
Captura de Roma, que se convertirá en la capital del reino.

En julio de 1870 comenzó la guerra franco-prusiana. A principios de agosto Napoleón III llamó para la guerra a la guarnición que defendía de un posible ataque italiano a los Estados Pontificios. Numerosas manifestaciones públicas demandaban que el gobierno italiano tomara Roma. El gobierno italiano no inició ninguna acción bélica directa hasta el derrumbamiento del Segundo Imperio francés en la batalla de Sedán. Víctor Manuel II le envió una carta a Pío IX, en la que le pedía guardar las apariencias dejando entrar pacíficamente al ejército italiano en Roma, a cambio de ofrecer protección al Papa. Pero este se negó rotundamente. Al conocerse la negativa del Papado, batallones del Regio Esercito italiano, dirigidos por el general Raffaele Cadorna, cruzaron la frontera de los Estados Pontificios el 11 de septiembre y avanzaron lentamente hacia Roma, esperando que la entrada pacífica pudiera ser negociada, sin hallar resistencia apreciable a lo largo del camino. Los soldados italianos alcanzaron la Muralla aureliana el 19 de septiembre y sitiaron Roma.
Roma fue capturada por el Reino de Italia tras varias batallas y una guerra de guerrillas por parte de los zuavos pontificios y las tropas oficiales de la Santa Sede contra los invasores italianos. Así, la unificación italiana fue completada y poco después se trasladó la capital de Italia a Roma.

## Gobierno

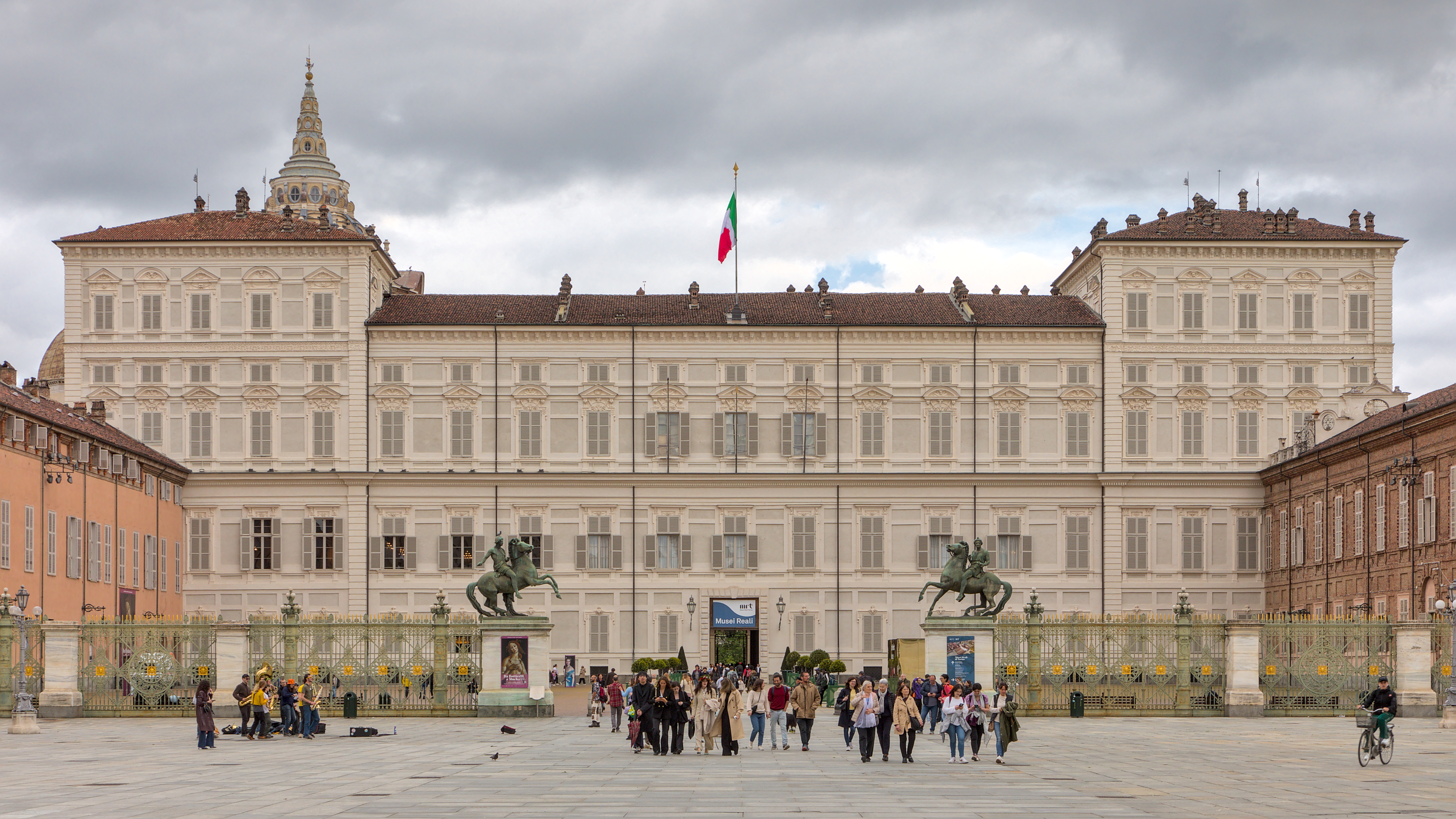
Palacio Real de Turín

El Reino bajo la Casa de Saboya era, según la ley sálica, una monarquía de carácter hereditaria y constitucional. El rey tenía el poder supremo y su persona se mantenía sagrada e inviolable, aunque esto no significa que no tendría que respetar las leyes.
Esto estaba representado bajo el estatuto albertino proclamado el 4 de marzo de 1848 por el rey Carlos Alberto de Saboya y se autodefine como la «Ley fundamental, perpetua e irrevocable de la Monarquía». Siendo el Estatuto Albertino una carta otorgada por el monarca (carta ottriata, del francés octroyée: concessa dal sovrano), su preámbulo cubre una importancia particular. También se debe notar como la carta no viene caracterizada como una Constitución. Desde sus inicios el estatuto se definió como una forma de monarquía constitucional, pero resultó ser una forma de monarquía parlamentaria, por lo tanto en vez de ser rígida, o sea, perpetua e irrevocable, era de naturaleza flexible (de hecho era fácilmente modificable con una ley ordinaria).

Estandarte real del Reino de Cerdeña de 1848 a 1861, luego estandarte real de Italia (1861-1880).

### Parlamento
El Parlamento del Reino de Cerdeña, fue proporcionado por el Estatuto Albertino y se componía de dos cámaras:
- Un Senado compuesto por miembros vitalicios nombrados por el rey, con su sede en el Palacio Madama.
- Una cámara de diputados electiva elegido por los colegios electorales de acuerdo con la Ley. Electa en base censitaria y masculina, en la circunscripción uninominal y la elección de dos vueltas y su sede era el Palacio Carignano.

El poder legislativo es ejercido colectivamente por el rey y dos cámaras: el Senado y la cámara de diputados.

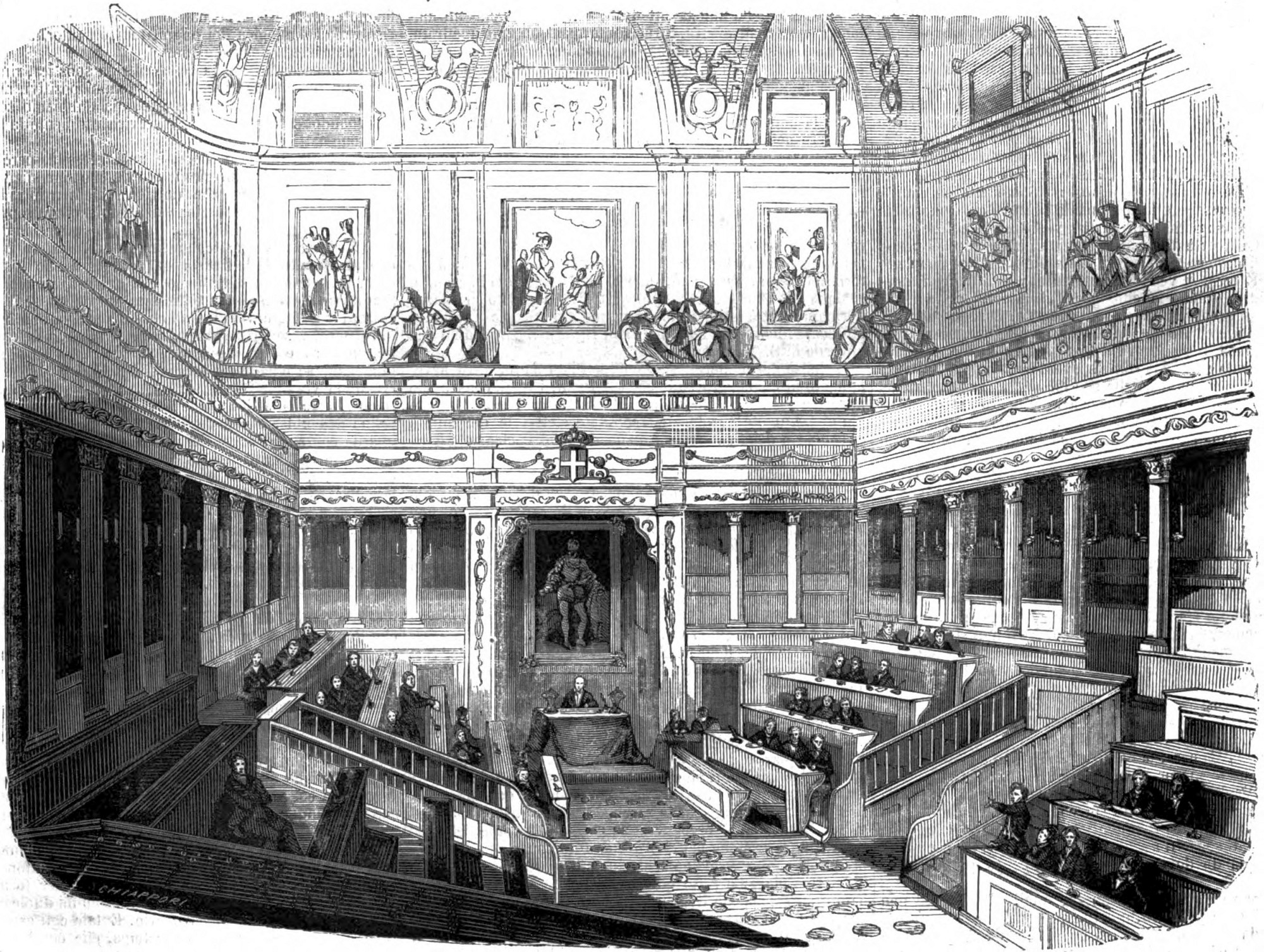
El aula del Senado en 1848.
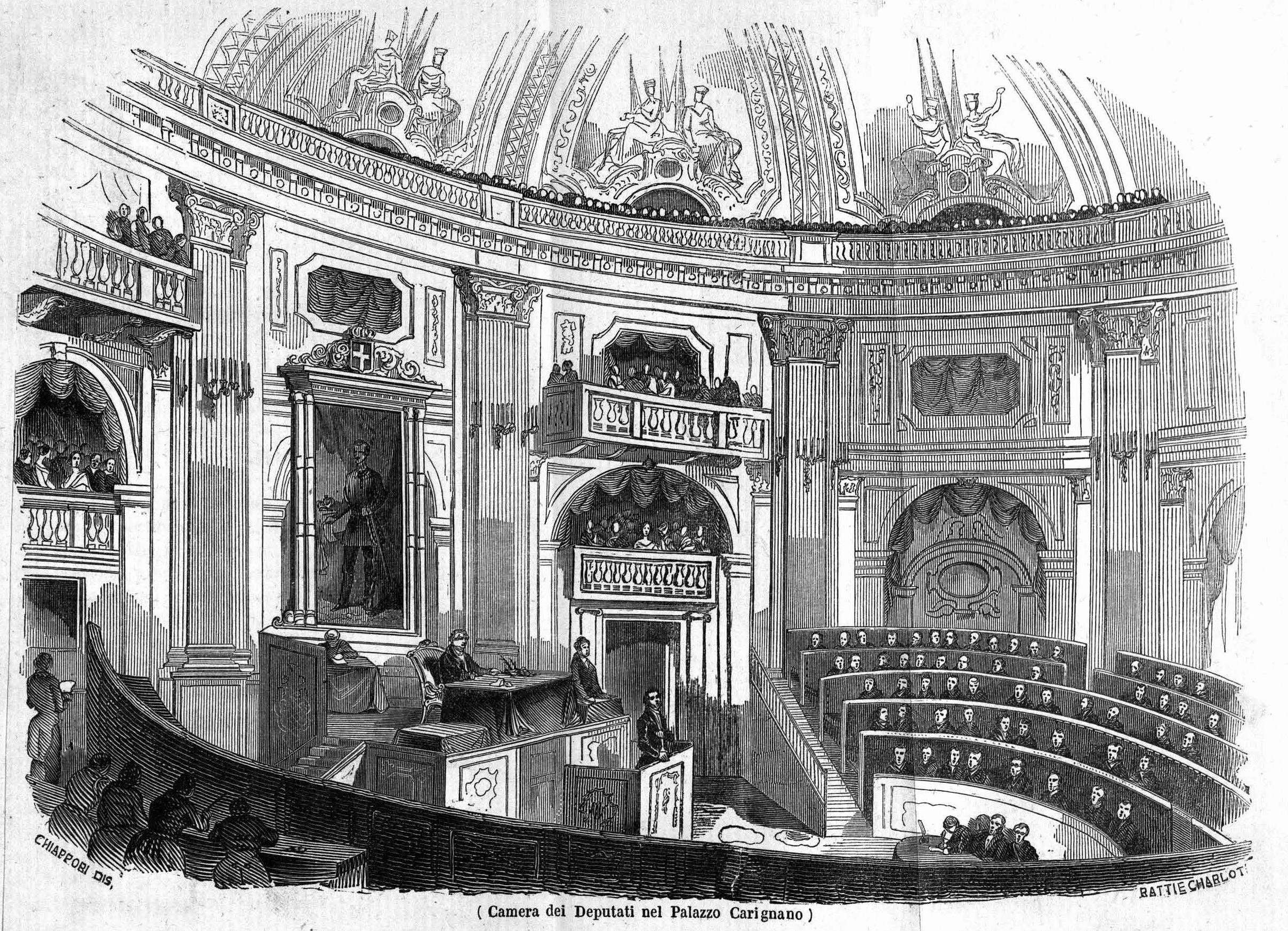
El aula de la Cámara de Diputados en 1848

### La legislación
Los códigos de Saboya, con la excepción del código civil, se extendieron provisionalmente al conjunto de Italia después de la unificación.
- Código civil saboyano
- Código penal saboyano
- Código de procesamiento civil de saboya
- Código de procesamiento penal de saboya

### Presidentes del Consejo de Ministros
| Inicio                  | Finalización            | Nombre                        |
| 18 de marzo de 1848     | 27 de junio de 1848     | Cesare Balbo                  |
| 27 de junio de 1848     | 15 de agosto de 1848    | Gabrio Casati                 |
| 15 de agosto de 1848    | 11 de octubre de 1848   | Cesare Alfieri di Sostegno    |
| 11 de octubre de 1848   | 16 de diciembre de 1848 | Ettore Perrone di San Martino |
| 16 de diciembre de 1848 | 21 de febrero de 1849   | Vincenzo Gioberti             |
| 21 de febrero de 1849   | 27 de marzo de 1849     | Agostino Chiodo               |
| 27 de marzo de 1849     | 7 de mayo de 1849       | Claudio Gabriele de Launay    |
| 7 de mayo de 1849       | 21 de mayo de 1852      | Massimo d'Azeglio             |
| 21 de mayo de 1852      | 4 de noviembre de 1852  | Massimo d'Azeglio             |
| 4 de noviembre de 1852  | 4 de mayo de 1855       | Camillo Benso di Cavour       |
| 4 de mayo de 1855       | 19 de junio de 1859     | Camillo Benso di Cavour       |
| 19 de junio de 1859     | 21 de enero de 1860     | Alfonso Ferrero La Marmora    |
| 21 de enero de 1860     | 23 de marzo de 1861     | Camillo Benso di Cavour       |

## Economía
Finanza pública de los Estados italianos en 1860 (en millones de liras-oro)
| País                      | cantidad de liras-oro |
| ------------------------- | --------------------- |
| Reino de las Dos Sicilias | 443, 2                |
| Estados Pontificios       | 90,6                  |
| Gran Ducado de Toscana    | 84,2                  |
| Reino de Cerdeña          | 27                    |
| Lombardía y Véneto*       | 20,8                  |
| Ducado de Parma           | 1,2                   |
| Ducado de Módena          | 0,4                   |

(*)Bajo dominio austríaco

### Agricultura
La agricultura se desarrolló intensamente y en gran medida. En Liguria el producto principal era el aceite de oliva, con una cosecha anual dio valor de cuatro o cinco millones de liras piamontesas. En Monferrato sobresalió el vino y los cereales, mientras que la venta de arroz y seda de la llanura circumpadana (Novara) daba en productos, en promedio, más de cuarenta millones de liras.

### Industria
La industria extractiva contaba con diversas minas metalúrgicas y minerales dispersas en todas las provincias del reino. En 1835 el trabajo de las industria extractiva eran cerca de veinte mil personas. Solo en Piamonte había 40 fábricas de papel, al que se añadió 4 en Saboya y 50 en Liguria. Hubo entonces la refinería de azúcar Carignano, fabricación de espejos y cristales de Domodossola y también en Saboya, maquinarías de hilar algodón y seda en Piamonte, Liguria y Saboya; la "fábrica de armas" en Turín y centenares de molinos.
En el período de la República de Ligur napoleónica se desarrolló el astillero Foce (Génova). Después de la anexión de Liguria a la dinastía de los Saboya se inició una nueva fase de desarrollo. El astillero fue ampliado y se extendió 70.000 m² en la orilla izquierda en la desembocadura del Bisagno; de propiedad municipal, que fue subcontratada primero por los hermanos Westermann, a continuación, por los hermanos Orlando, sicilianos afincados en Génova. Durante su gestión en 1862 , se construye un barco de hélice, el aviso "Vedetta", el primer buque militar con un casco de hierro construido en Italia, botado en 1866.
En 1853 y fue inaugurado en Génova Ansaldo, en sustitución de Taylor & Prandi, fundada en 1842 y que había cerrado por dificultades financieras.
La primera solicitud de estudio de una línea de ferrocarril en el Reino de Cerdeña fue en 1826, cuando algunos hombres de negocios genoveses, los señores Cavagnari, Pratolungo y Morro, presentaron la propuesta para unir a Génova con el Po, sin ningún resultado. El Piamonte después del proyecto abortado, vio un gran fervor por los ferrocarriles.
El 18 de julio de, 1844 , con la Carta de Patente real n ° 443, el rey Carlos Alberto ordenó la construcción del ferrocarril Turín-Génova vía Alessandria, a través de los Apeninos, que requirió la construcción del túnel que cruza Giovi, de 3265 metros de longitud, cuya excavación se llevó a cabo totalmente a mano, fue inaugurado el 18 de diciembre de 1853 y activado el 16 de febrero de 1854. Siguió a la apertura de otros ramales en Piamonte que, en 1859, habían conectado con las fronteras suiza y francesa y con la austriaca del Reino lombardo-véneto.
Detrás de impulso del conde de Cavour, con el fin de liberarse del monopolio inglés en la industria, en 1853 fue fundada en Sampierdarena Ansaldo, industria mecánica, que en los años siguiente también comenzó la fabricación de locomotoras y material ferroviario.

### Moneda
La lira sarda o lira sardo-piamontesa fue la unidad monetaria del Reino de Cerdeña hasta 1861. Cuando el Estado piamontés ocupó el resto de los Estados preunitarios la moneda sarda sustituyó el sistema monetario de estos. Cuando el Reino de Cerdeña se transforma en el Reino de Italia, la lira sarda cambia a la lira italiana.

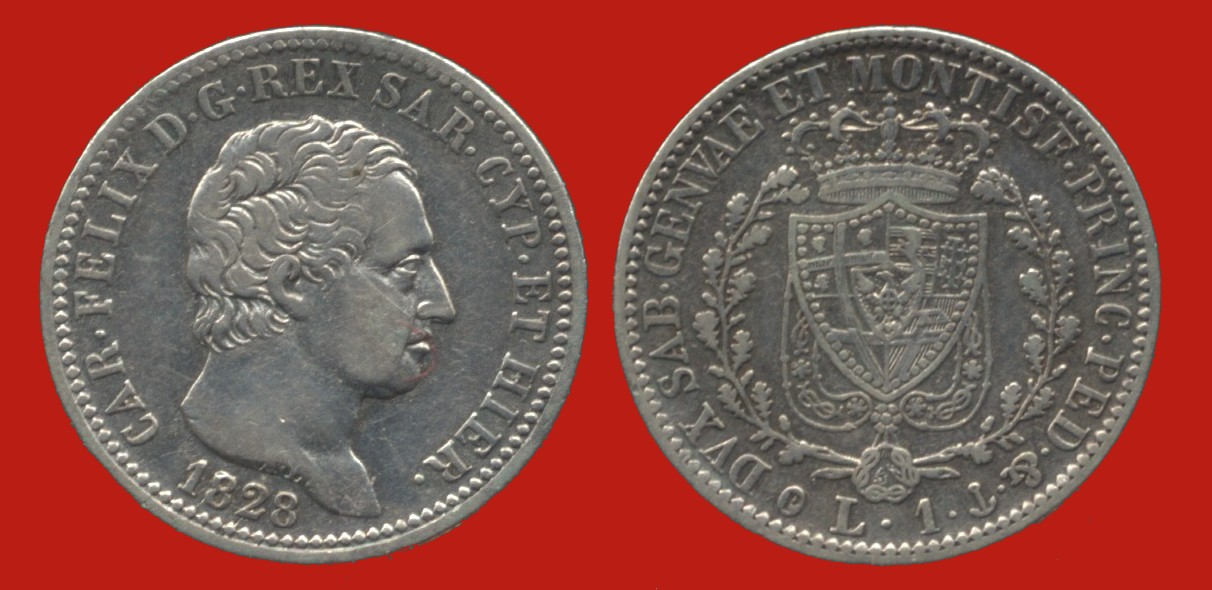
Lira

## Educación
En casi todas las comunas hubo escuelas de educación primaria masculina, las escuelas femeninas estaban menos desarrolladas y estaban más abocadas a los conservatorios de monjas.
En escuelas secundarias, en 1840 el reino contaba con 286 institutos masculinos entre colegios reales, colegios comunales, escuelas latinas e internados (de todos solo 23 estaban en manos de órdenes religiosas), con lo cual el reino de Cerdeña era el estado pre-unitario con la mayor densidad de las instituciones educativas en relación con la población. La educación secundaria femenina estaba totalmente bajo las instituciones religiosas, incluyendo 15 escuelas a cargo de las Hermanas de San José, 8 por las salesianas , 6 a partir de las Hermanas de la Caridad, 6 hermanas de Bigie, 3 por las Ursulinas, 2 de las Damas del Sagrado Corazón de Jesús y 2 de las Damas Pia.
La principal universidad del reino sardo era la de Turín, que tenía museos de física, historia natural, arqueología y jardín botánico, además de observatorio astronómico y una biblioteca con cientos de miles de volúmenes. Seguía la universidad de Cagliari, fundada en 1607, la de Sassari fundada en 1617, y la de Génova, fundada poco después de la unión de Liguria al Piamonte. También hubo escuelas universidades secundarias, donde podrían seguir el curso del primer año de la facultad de medicina o de leyes. Estas fueron las de Chambéry, Asti, Mondovì, Niza, Novara,  Saluzzo y Vercelli.
Las escuelas especiales eran la Real Academia Militar de Turín, la Escuela de equitación de Venaria Reale, y las escuela náuticas de Génova, Savona y La Spezia.

## Religión
La iglesia católica, en 1861 en pleno proceso de unificación italiana, contaba con siete arquidiócesis y treinta y cinco diócesis sufragáneas dentro del reino sardo.

## Fuerzas Armadas

### Ejército
El Real Ejército Sardo (Regia Armata Sarda) o  piamontés, fue el ejército del Ducado de Saboya y del Reino de Cerdeña, activo desde 1416 hasta el 4 de mayo de 1861, fecha en que pasó a formar parte del Real Ejército Italiano. Jugaría un papel fundamental en la unificación italiana.

### Armada
La Marina del Reino de Cerdeña (Real Marina del Regno di Sardegna) fue oficialmente instituida como arma en 1814 por impulso de Giorgio Des Geneys, en sustitución del anterior cuerpo de marina que dataría de la anexión al Ducado de Saboya del Reino de Sicilia como consecuencia del Tratado de Utrecht.

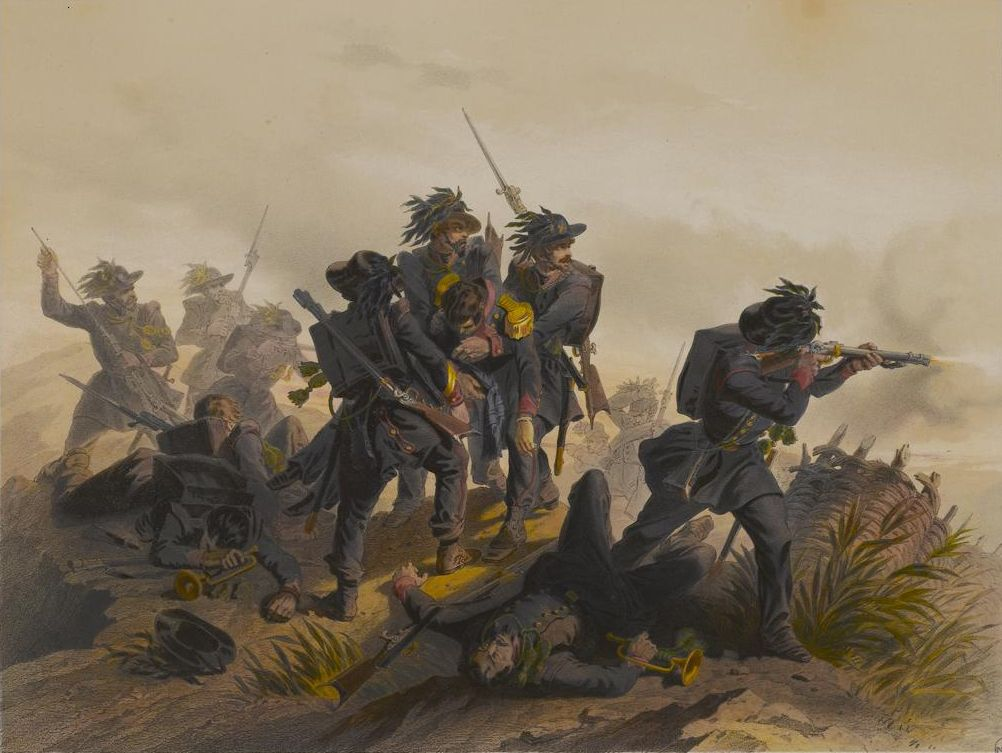
Grupo de bersaglieri, el símbolo distintivo del ejército saboyano durante el resurgimiento.
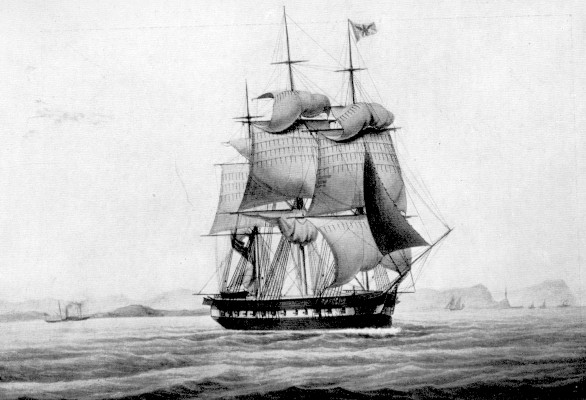
Fragata Euridice

## Órdenes de Caballería
- Suprema Orden de la Santísima Anunciación
- Orden de los Santos Mauricio y Lázaro
- Orden Militar de Saboya (1815)
- Orden Civil de Saboya (1831)

Suprema Orden de la Santísima Anunciación.
Orden de los Santos Mauricio y Lázaro.
Orden Militar de Saboya.
Orden Civil de Saboya.

## Banderas y escudos de armas

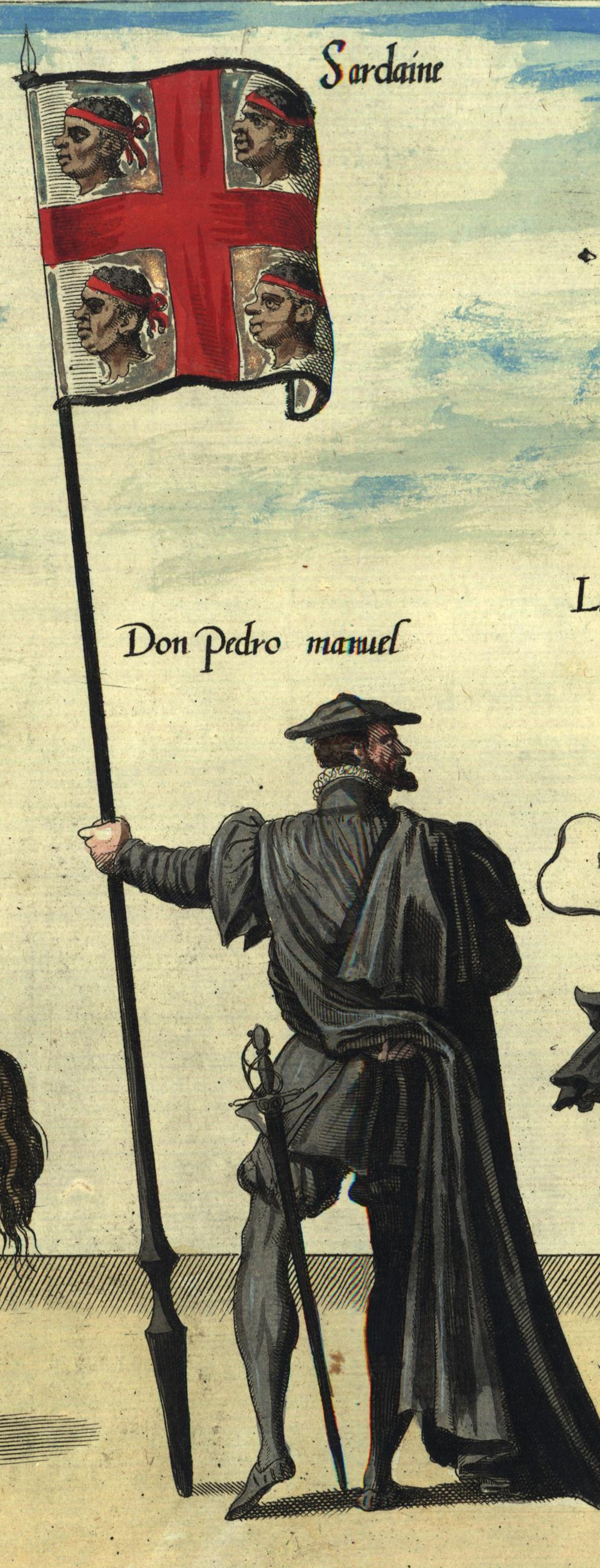
Bandera del reino en 1568.
Estándar real de los reyes de Saboya y de la Cerdeña de la dinastía de Saboya, 1720-1848.
Bandera nacional de finales del siglo XVIII.
Bandera nacional de principios del siglo XIX.
Bandera nacional de 1848.
Bandera nacional de 1848 a 1851.
Bandera del Reino de Italia.

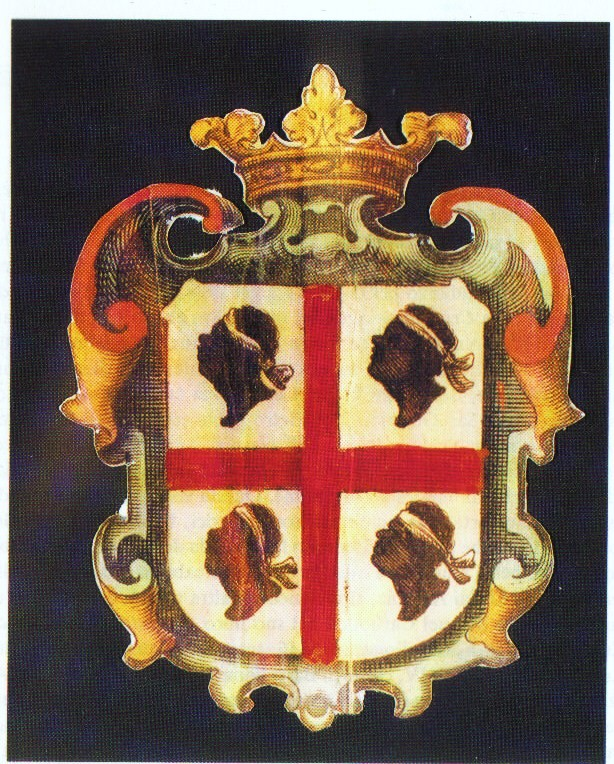
Escudo del reino de 1640.
Escudo del reino entre 1720 al 1730.
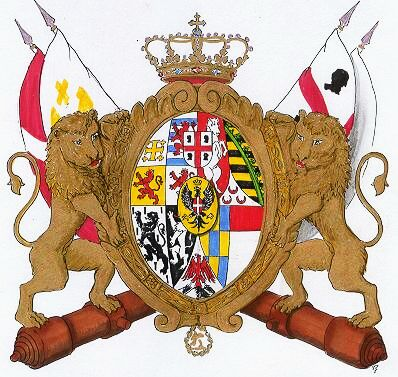
Escudo del reino entre 1730 al 1815.
Escudo del reino después de 1815.
Escudo del reino después de 1831.
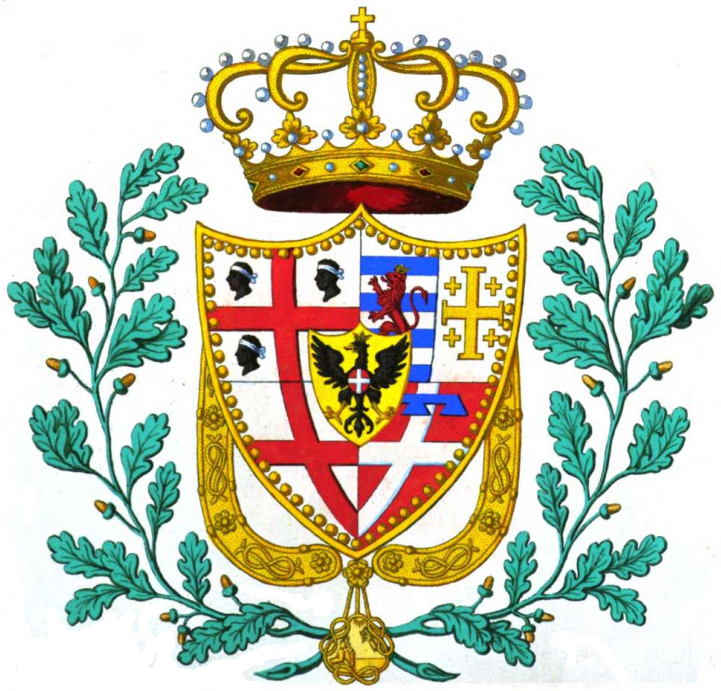
Escudo del reino de 1846.
Escudo del reino de 1848.
Escudo del reino de Cerdeña y del reino de Italia (1848-1870).

## Himno
S'hymnu sardu nationale (en idioma sardo, en italiano es: "L'inno nazionale sardo" El himno nacional de Cerdeña) fue el himno del Reino de Cerdeña de los Saboya. El origen se remonta a los años treinta del siglo XIX.
El texto del himno esta en la lengua sarda, en su variante logudorese (a la derecha su traducción en italiano):
| Cunservet Deus su Re Salvet su Regnu Sardu Et gloria a s'istendardu Cuncedat de su Re! chi manchet in nois s'animu chi languat su valore Pro fortza o pro terrore Non apas suspetu, o Re. Cunservet Deus su Re... Unu o omni chentu intrepidos A ferru et a mitralia In vallu e in muralia amus andare o Re. Cunservet Deus su Re... Solu in sa morte cedere Soliat su Sardo antigu Né vivu a' s'inimigu deo m'apa a dare, o Re. Cunservet Deus su Re... De fidos et fort'omines Si fizos nos bantamus Bene nos provaramus Fizos issoro, o Re. Cunservet Deus su Re... De ti mostrare cupidu Sa fide sua, s'amore Sas venas in ardore Sentit su Sardu, o Re. Cunservet Deus su Re... Indica un adversariu E horrenda da su coro Scoppiat s'ira insoro A unu tou cinnu, o Re. Cunservet Deus su Re... Cumanda su chi piagati Si bene troppu duru, E nde sias tue seguru chi at a esser fatu, o Re. Cunservet Deus su Re... Sa forza qui mirabile Là fuit a' su Romanu E innanti a s'Africanu Tue bideras, o Re. Conservet Deus su Re... Sa forza qui tant'atteros Podesit superare Facherat operare Uno tuo cinnu, o Re. Cunservet Deus su Re... Sos fidos fortes homines Abbaida tue contentu chi an a esse in onzi eventu cales jà fuint, o Re. Conservet Deus su Re Salvet su Regnu Sardu Et gloria a s'istendardu Concedat de su Re! | Iddio conservi il Re Salvi il Regno Sardo E gloria allo stendardo Conceda del suo Re! Che in noi languisca l'animo E infermesi il valore, Per forza e per terrore Non mai temere o Re. Iddio conservi il Re... Uno contro cento intrepidi A spalle e a mitraglie, Su valli e su muraglie Noi correremo, o Re. Iddio conservi il Re... Solo in sua morte cedere Soleva il Sardo antico, Né vivi all'inimico Noi cederemo, o Re. Iddio conservi il Re... Da fidi valent'uomini Se nati ci vantiamo, Ben proverem che siamo Noi loro figli, o Re. Iddio conservi il Re... Di mostrarti cupidi La fede e il loro amore, Le vene in grande ardore Sentono i Sardi, o Re. Iddio conservi il Re... Indica un avversario, E orrendo dal lor cuore Tonar s'udrà il furore Ad un tuo cenno, o Re. Iddio conservi il Re... Comanda ciò che piacciati Foss'anche troppo duro, Ad esser sicuro Che sarà fatto, o Re. Iddio conservi il Re... La forza che mirabile Sentirono i Romani, E prima gli africani Potrai vedere, o Re. Iddio conservi il Re... La forza che altri barbari Poteva già domare Saprà far operare Solo un tuo cenno, o Re. Iddio conservi il Re... I fidi e valent'uomini O vedi tu contento Che a te in qualunque evento Quali fu, saranno, o Re Iddio conservi il Re Salvi il Regno Sardo E gloria allo stendardo Conceda del suo Re! |

## Territorios
El Reino de Cerdeña incluía los territorios de las actuales regiones italianas de Piamonte, Valle de Aosta, Liguria (desde 1815) y de Cerdeña, una pequeña parte de Lombardía (Voghera), así como el Condado de Niza y el Ducado de Saboya, hoy territorios de Francia.

### Divisiones administrativas

#### La Restauración
Con la restauración, después de las guerras napoleónicas, el ordenamiento territorial provisional del Reino se hizo con el decreto de Víctor Manuel I del 7 de octubre de 1814, el decreto fue revisado el 27 de octubre de 1815 con posterioridad a la incorporación de Liguria, mientras que la reorganización administrativa final fue ratificada el 10 de noviembre de 1818. 
Fue organizado un modelo, basado en la subdivisión del Imperio napoleónico, de cuatro niveles administrativos: la división administrada por un gobernador, la provincia , el mandamento y la municipio.
- División de Saboya, consistió en ocho provincias.
- División de Aosta, consistía en una sola provincia.
- División de Turín, se organizó en cinco provincias.
- División de Cuneo consistió en cuatro provincias.
- División de Alejandría, se compone de seis provincias.
- División de Novara, se compone de seis provincias.
- División de Niza, se compone de tres provincias.
- División de Génova, se divide en siete provincias.
- División de Sassari, se compone de cinco provincias.
- División de Cagliari consistió en seis provincias.

Liguria, paso a formar la División de Génova, mientras Cerdeña se divide en dos zonas, en el sur, la División de Cagliari y en el norte, la División de Sassari.

#### La fusión perfecta
La fragmentación territorial fue reformada por los edictos de Carlos Alberto del 27 de noviembre de 1847 y 7 de octubre de 1848, se convirtieron en parte en dos grandes acontecimientos históricos: la perfecta fusión de 1847 que abolió las diferencias administrativas entre sus reinos, incluyendo Cerdeña y Piamonte. Los diez distritos existentes se reorganizaron en once divisiones, la División de Aosta, de hecho, fue derogada y unida a Turín, también la división de Saboya fue suprimida y su territorio dividido en dos nuevas divisiones, por último, se estableció en Cerdeña una tercera división. Desde 1848, el reino consiste en:
- División de Annecy.
- División de Chambéry.
- División de Turín.
- División de Novara.
- División de Alejandría.
- División de Cuneo.
- División de Niza.
- División de Génova.
- División de Sassari.
- División de Nuoro.
- División de Cagliari.

### Mapas

Reino de Cerdeña 1796
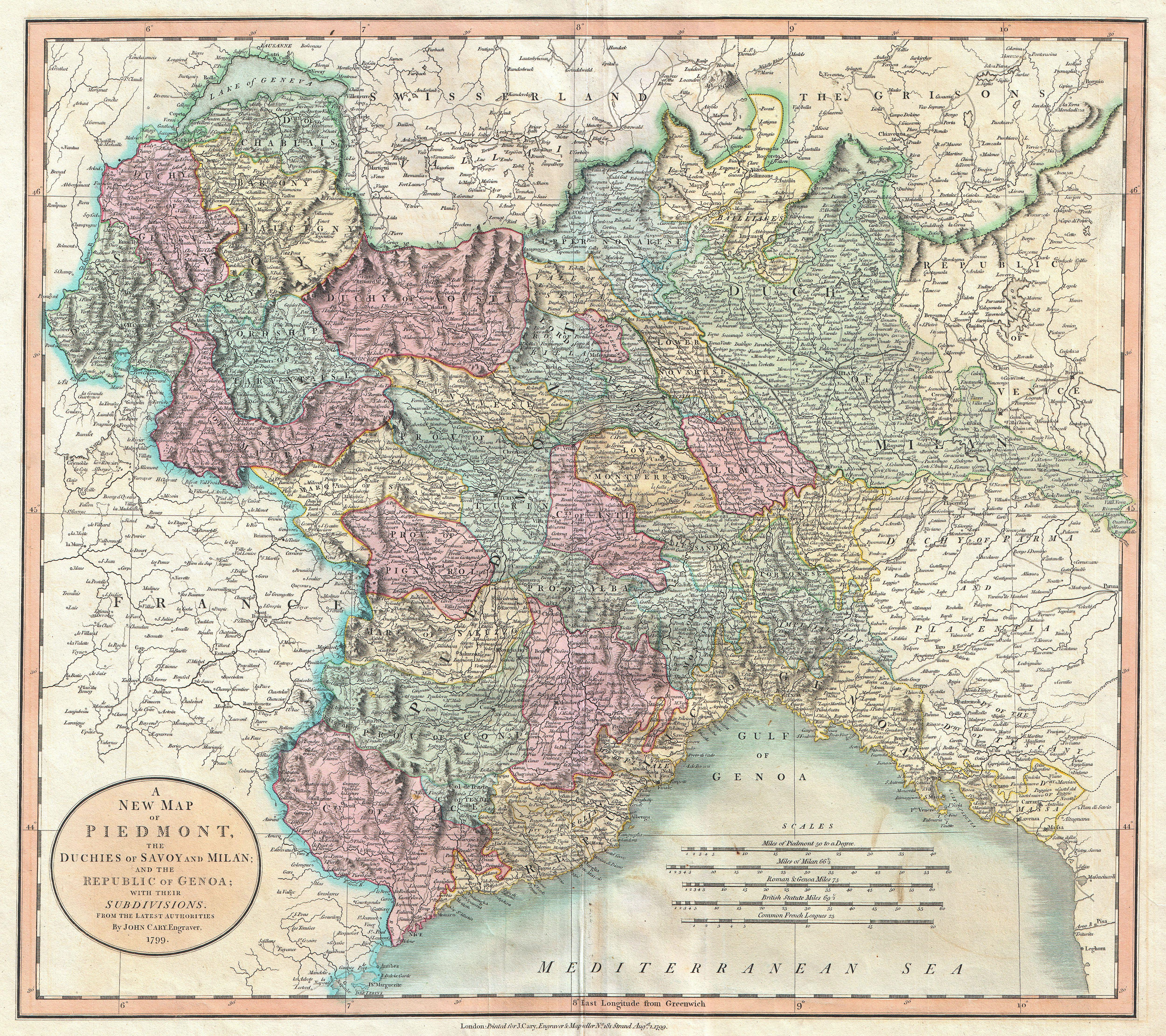
Provincia del reino de Cerdeña en 1815
Estados de la península itálica en 1815.
Reino de Cerdeña 1843
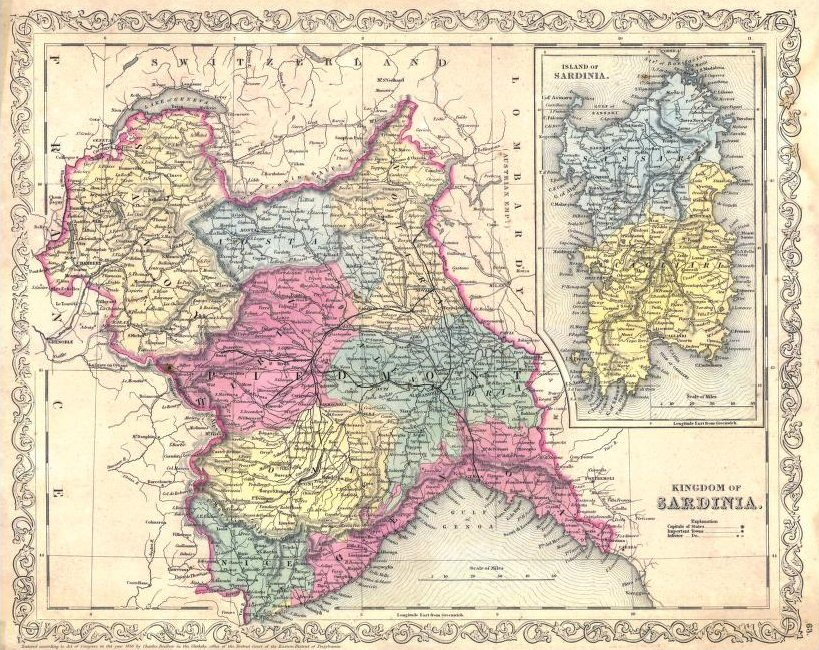
Mapa del reino en 1856.
Mapa del reino en 1859 con demarcación de provincias.
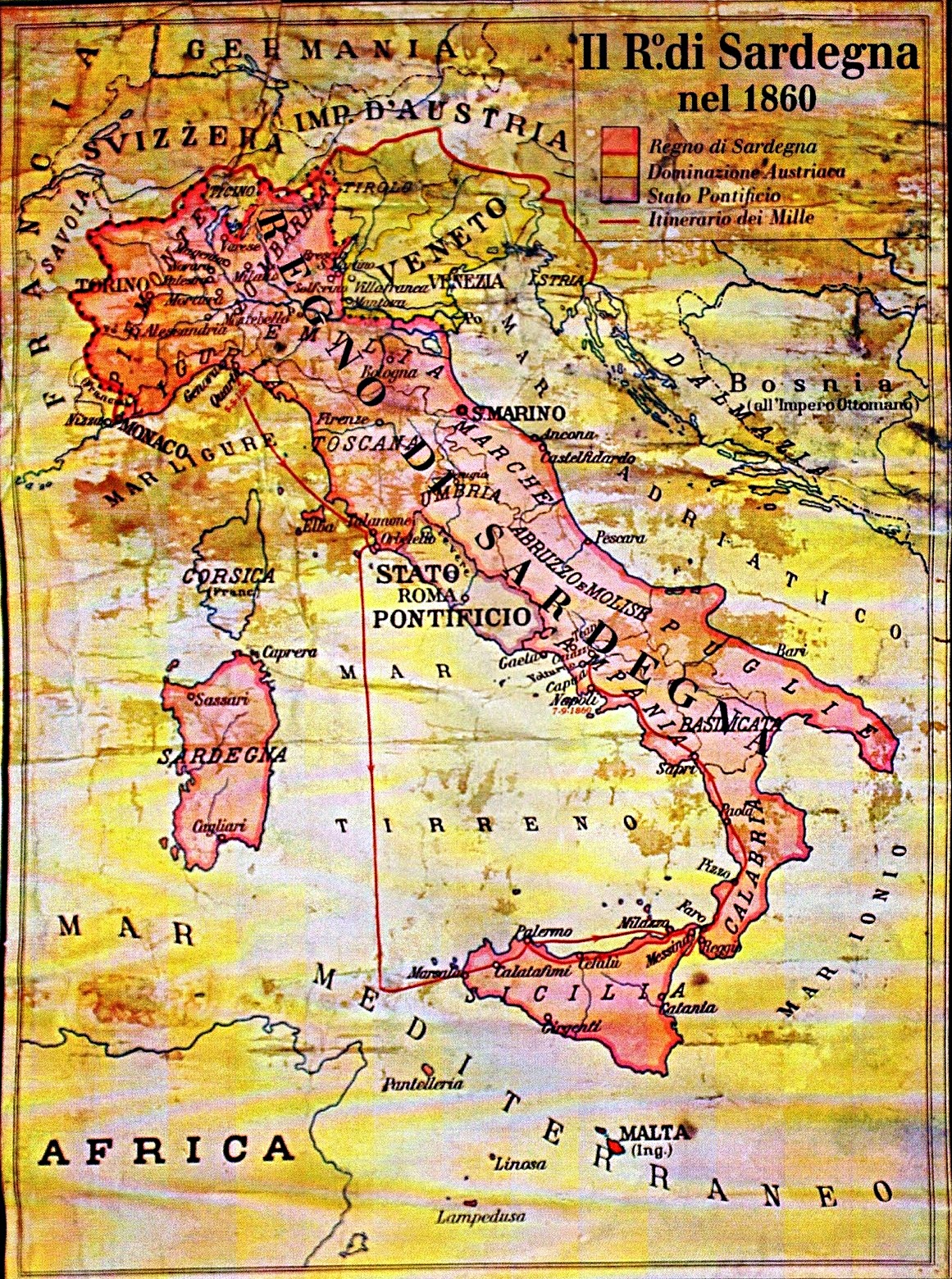
Maxima expansion del reino sardo en 1860